# Primula reidii
Primula reidii är en viveväxtart som beskrevs av John Firminger Duthie. Primula reidii ingår i släktet vivor, och familjen viveväxter. Inga underarter finns listade i Catalogue of Life.